# Au pays des étoiles
Pour plus de détails, voir Fiche technique et Distribution.
Au pays des étoiles (Wynken, Blynken and Nod) est un court métrage d'animation américain de la série des Silly Symphonies, réalisé par Graham Heid pour Walt Disney Productions et sorti en 1938. 
L'histoire se base sur le poème d'Eugene Field, A Dutch Lullaby (aussi appelé Wynken, Blynken and Nod), publié le 9 mars 1889 dans le Chicago Daily News.

## Synopsis
Trois bébés nommés Wynken, Blynken et Nod s'envolent dans la nuit étoilée dans leur sabot-voilier. Amarrés à un nuage, ils essayent d'attraper une étoile-poisson mais s'accrochent eux-mêmes avec les hameçons de leur canne à pêche. Une comète les approche de très près et en revenant les percute. Le bateau-sabot fonce dans un énorme nuage endormi qui, en se réveillant, le pousse d'une douce brise vers un autre nuage. Ainsi de suite, la brise devient tempête qui renvoie les bébés sur terre, le voilier devenant un berceau.  Les bébés redeviennent alors un seul bébé endormi dans son berceau.

## Fiche technique
- Titre original : Wynken, Blynken and Nod
- Titre français : Au pays des étoiles
- Autres titres[2] :
  - Allemagne : Das Zauberschiff
  - Suède : Vinken, Blinken och Nick
- Série : Silly Symphonies
- Réalisation[1] : Graham Heid, assisté de Jack Arwood
- Scénario[1] : Bill Cottrell, George Stallings, Joe Grant
- Décor : Mique Nelson
- Layout : John Walbridge, Zachary Schwartz
- Conception des personnages : Charlie Thorson
- Animation[1] : Art Palmer, Izzy Klein, George Rowley, Stan Quackenbush, Bob Wickersham, Dick Huemer, Ugo D'Orsi
- Musique[1] : Leigh Harline
  - Chansons : Wynken, Blynken, and Nod ; Twinkle, Twinkle, little Star (trad.)
- Production : Walt Disney
- Société de production : Walt Disney Productions
- Société de distribution :  RKO Radio Pictures
- Pays :  États-Unis
- Langue : anglais
- Format : couleur (Technicolor - 35 mm - 1,37:1 - son mono (RCA Sound System[2])
- Durée[1] : 8 min 18
- Dates de sortie : 
  - États-Unis : 
    - 27 mai 1938[2],[3] (annoncée)
    - Première à New York : 7 au 27 avril 1938 au Radio City Music Hall en première partie de Les Aventures de Marco Polo d'Archie Mayo
    - Première à Los Angeles: 30 septembre au 5 octobre 1938 au Pantages et RKO Hill Street en première partie de Vous ne l'emporterez pas avec vous de Frank Capra

  - France : ?

## Distribution

### Voix originales
- Mary Moder : soliste

## Commentaires
Ce film est considéré comme une suite potentielle de Au pays de la berceuse (1933). La production avait été prévue dès janvier 1934 mais l'écriture du scénario ne débuta qu'en janvier 1935. En raison de la production du long métrage Blanche-Neige et les Sept Nains (1937), celle de ce court métrage accusa de nombreux retards et, pour cela, ce court métrage rivalise avec Moth and the Flame (1938) pour la Silly Symphony ayant la plus longue durée de production.